# 牛場友彦
牛場 友彦（うしば ともひこ、1901年（明治34年）12月16日 - 1993年（平成5年）1月12日）は、日本の官僚、実業家。近衛文麿の側近として内閣総理大臣秘書官を務め、朝飯会を発足させた。戦後、日本輸出入銀行幹事、アラスカパルプ副社長、日本不動産銀行顧問を務める。

## 概要
京都府出身。旧制神戸二中、旧制一高を経て、1925年東京帝国大学法学部卒業、1929年オックスフォード大学卒業。
1936年にカリフォルニア州のヨセミテで開催された太平洋問題調査会に、西園寺公一の通訳として参加。近衛文麿の側近時代、尾崎秀実を近衛文麿に紹介し、彼が内閣嘱託となるきっかけをつくった。また、岸道三とともに近衛内閣の「朝食会（朝飯会）」を組織した。
戦後は、松方三郎や松本重治とともに日本経済復興協会の理事となり、日本輸出入銀行幹事、日本不動産銀行顧問を務めた。

## 親族
実弟は外務事務次官、対外経済担当大臣（福田赳夫改造内閣）を務めた牛場信彦、および慶應義塾大学医学部教授をつとめた牛場大蔵。

## 注
1. ↑  アラスカパルプ（株）（千代田区丸の内3−4−1、設立昭和28年8月、資本金131億9000万円、早川進代表）は、東京地裁に特別清算手続開始を申し立て2004年（平成16年）7月13日開始決定を受けた。
同社は昭和28年8月に戦後の化学繊維向けのパルプ需要にこたえるために、大手合繊メーカーと総合商社などが共同出資して設立した投資窓口会社。戦後日本初の対外大型投資であり、発足当初より日米政府から（ディロン・リードなど）事業資金の融資を受けるなど国家的事業として扱われてきた。米国アラスカ州の国有林から原木を買い取る50年間(1961-2011)の長期契約を結び、アラスカ州で化学繊維用パルプや製紙用チップ（木片）、木材製品などを日本向けに生産していた。
しかし、米国で環境保護の声が高まるなかで国有林保護法が改正され、原木の伐採地域を限定するなどの規制策が打ち出されたため、平成5年10月には契約期限を10年以上残してアラスカ州シトカのパルプ工場、6年12月には製材工場の操業を停止した。同社は米国林野庁に対して損害賠償訴訟を起こしていたが、これが平成16年1月判決を受け、決着したことで6月29日開催された株主総会で解散を決議していた。会社によると米国での判決は「債務の不履行は認めるが、損害賠償金の発生に裏付けは無いとして、金額面は棄却された」としている。
同社の関係者には、牛場の他、持株会社整理委員会の長を務めた日本興業銀行の笹山忠夫がいる。